# Nothotelus ocularis
Nothotelus ocularis es una especie de coleóptero de la familia Scraptiidae.

## Distribución geográfica
Habita en Nueva Zelanda.